# William Joseph Franks
Pour les articles homonymes, voir William Franks.
William Joseph Franks (1830 - 18 avril 1880) était un marin de la marine américaine (US Navy) qui a reçu la Medal of Honor (médaille d'honneur) pour ses actions pendant la guerre de Sécession.

## Biographie
Franks est né à Pittsboro, en Caroline du Nord, en 1830. Il s'est engagé dans la marine américaine le 16 septembre 1863, pendant la guerre de Sécession.
Franks s'est distingué au combat à Yazoo City, dans le Mississippi, le 5 mars 1864, lorsque lui et ses camarades de l'USS Marmora ont débarqué un obusier de 12 livres pour défendre la ville, qui était menacée par de puissantes forces confédérées. Lui et son groupe se sont retrouvés au plus fort des combats, mais cela n'a jamais suffi à les éloigner de leur canon. Les actions de Franks et de ses hommes ont joué un rôle essentiel dans le maintien de la position de l'Union. Franks a reçu la Medal of Honor (médaille d'honneur) et fut promu capitaine suppléant en reconnaissance de ses actions. Deux de ses camarades, le matelot James Stoddard et le matelot Bartlett Laffey, ont également reçu la médaille pour avoir fait partie de l'équipage du canon,.
Franks est libéré de la marine en août 1865 et s'installe dans l'Arkansas.
Il épouse Mary Francis en 1865, après sa séparation de la marine ; selon le recensement fédéral de 1880, ils ont cinq enfants.
William J. Franks meurt en avril 1880 et est enterré au cimetière de Maple Springs à Batesville, dans l'Arkansas.

## Citation de la Medal of Honor
Grade et organisation : Matelot, marine américaine. Né en 1830 dans le comté de Chatham, en Caroline du Nord : Duvalls Bluff, Ark. Numéro de matricule : 32, 16 avril 1864.
Citation
Le président des États-Unis d'Amérique, au nom du Congrès, a le plaisir de remettre la médaille d'honneur au matelot William J. Franks, de la marine des États-Unis, pour l'héroïsme extraordinaire dont il a fait preuve au combat alors qu'il servait à bord de l'USS Marmora au large de Yazoo City, dans le Mississippi, le 5 mars 1864. Embarqué sur le Marmora avec un obusier de 12 livres monté sur un affût de campagne, le matelot Franks a débarqué avec le canon et l'équipage au milieu d'une bataille acharnée et, se tenant courageusement à côté de son canon malgré les tirs de fusils ennemis qui ont coupé l'affût et le pilon, a contribué à faire reculer l'ennemi au cours de l'engagement acharné.

## Honneurs
Un destroyer de la marine américaine (US Navy), l'USS Franks (DD-554), lancé le 7 décembre 1942, a été nommé en son honneur.